# Glauco Beduschi
Glauco Beduschi (Gaspar, 6 de outubro de 1922 – 16 de julho de 1996) foi um político brasileiro.
Casou com Norma Koch Beduschi, com quem teve quatro filhos.
Foi candidato a deputado estadual para a Assembleia Legislativa de Santa Catarina pela União Democrática Nacional (UDN) nas eleições de 1962, obtendo 3.331 votos. Ficando suplente, foi convocado e integrou a 5ª Legislatura (1963-1967).